# Aufsichtsbehörde
Aufsichtsbehörden sind Behörden eines Staates, welche mit der Dienst-, Fach- und/oder Rechtsaufsicht über privatrechtliche oder andere staatliche Institutionen betraut sind. 

## Deutschland
Es handelt sich um Instanzen der Staatsverwaltung, die in einem Ministerium, einer speziellen Abteilung oder einer eigenständigen Behörde angesiedelt sind. Die Aufsichtsbehörde ist mit der Durchführung der Staatsaufsicht betraut und gegenüber der beaufsichtigten Institution teilweise weisungsbefugt. Oft werden einige Aufgaben der Aufsichtsbehörde, zum Beispiel Kontrollfunktionen, auch an privatrechtliche Betriebe oder Einzelpersonen in Form eines Geschäftsbesorgungsvertrages delegiert.
Wichtige Aufsichtsbehörden sind die Atomaufsichtsbehörde, Bankenaufsicht, Börsenaufsicht, Gewerbeaufsicht, Kommunalaufsicht oder Schulaufsicht. Einige dieser Behörden greifen auch mittels Marktregulierung in die Marktentwicklung ein, so etwa die Bundesnetzagentur. Supranational tätig sind beispielsweise die Europäische Bankenaufsichtsbehörde oder die Europäische Aufsichtsbehörde für das Versicherungswesen und die betriebliche Altersversorgung.
In der Bundesrepublik Deutschland wird unterschieden zwischen Dienstaufsicht, Rechtsaufsicht und Fachaufsicht. Dienst- und Fachaufsicht liegen nicht immer in derselben Behörde. Die Kommunalaufsicht wird von den Bundesländern geregelt. In Niedersachsen bildete von 1955 bis 2011 die Niedersächsische Gemeindeordnung eine der Rechtsgrundlagen. Bundesbehörden wie etwa die Bundesanstalt für Finanzdienstleistungsaufsicht unterstehen dem jeweiligen Bundesministerium. Bei den Schulbehörden richtet sich die Zuständigkeit danach, ob die Lehrer Beamte des Bundeslandes sind oder die Schulverwaltung einer Bezirksregierung zugewiesen ist.
Landesbehörden mit Aufsichtsfunktion (mindestens Rechtsaufsicht) sind unter anderem alle Kammern wie Ärztekammer, Handwerkskammer, Industrie- und Handelskammer oder Notarkammer. 

## Schweiz
Bekannte Aufsichtsbehörden in der Schweiz sind etwa die Eidgenössische Finanzmarktaufsicht (Finma), welche die Bank- und Versicherungsunternehmungen beaufsichtigt sowie das Eidgenössische Nuklearsicherheitsinspektorat (ENSI), das für die Überwachung der kerntechnischen Anlagen zuständig ist. Analoge Funktionen im Bereich des Arbeitsschutzes in (vor allem industriellen) Betrieben üben gemäß Arbeitsgesetz die kantonalen Arbeitsinspektorate aus. Es gibt zahlreiche weitere Aufsichtsbehörden von etwas geringerer Bekanntheit, beispielsweise die kantonale Stiftungsaufsicht, welche gemäß Art. 84 ZGB dafür zu sorgen hat, dass das Vermögen privatrechtlicher Stiftungen „seinen Zwecken gemäss verwendet wird“.
Ein Bild der Befugnisse von Aufsichtsbehörden über Betriebe vermittelt z. B. Art. 27 der Verordnung zum Bundesgesetz über die Arbeit in Unternehmen des öffentlichen Verkehrs: „Die Organe der Aufsichtsbehörden sind jederzeit berechtigt, bei den Unternehmen und Nebenbetrieben die richtige Einhaltung der gesetzlichen Vorschriften an Ort und Stelle nachzuprüfen“.
Beispiel Schuldbetreibung und Konkurs
Hierbei handelt es sich um den Fall einer Aufsichtstätigkeit über eine Instanz der Staatsverwaltung. Das schweizerische Schuldbetreibungs- und Konkursrecht sieht vor, dass jeder Kanton zur Überwachung der Betreibungs- und der Konkursämter eine Aufsichtsbehörde zu bezeichnen hat. Die Kantone können überdies für einen oder mehrere Kreise untere Aufsichtsbehörden bestellen (Art. 13 SchKG).
Die Aufsichtsbehörde hat die Geschäftsführung jedes Amtes alljährlich mindestens einmal zu prüfen und gegebenenfalls die nötigen Disziplinarstrafen zu verhängen (Art. 14 SchKG); es sind dies:
- Rüge;
- Buße bis zu 1000 Franken;
- Amtseinstellung für die Dauer von höchstens sechs Monaten;
- Amtsentsetzung.

Als Oberaufsichtsbehörde über das Schuldbetreibungs- und Konkurswesen amtet der Bundesrat (Art. 15 SchkG).
Mit Ausnahme der Fälle, in denen das SchKG den Weg der gerichtlichen Klage vorschreibt, kann gegen jede Verfügung eines Betreibungs- oder eines Konkursamtes bei der Aufsichtsbehörde wegen Gesetzesverletzung oder Unangemessenheit Beschwerde geführt werden. Die Beschwerdefrist beträgt 10 Tage; Rechtsverweigerung und Rechtsverzögerung können jederzeit gerügt werden (Art. 17 SchKG).
Ein ähnlich gelagertes Beispiel behördlicher Aufsicht über andere staatliche Instanzen sind etwa die Schulinspektorate.

## Österreich
Wichtige Aufsichtsbehörden in Österreich sind unter anderem Bundeswettbewerbsbehörde, Datenschutzbehörde, Finanzmarktaufsichtsbehörde (FMA), Fernmeldebüro (Telekommunikation) oder die Kommunikationsbehörde Austria. 